# 북방세줄무늬주머니쥐
북방세줄무늬주머니쥐(Monodelphis americana)는 주머니쥐과에 속하는 남아메리카 주머니쥐의 일종이다. 브라질 해안가의 대서양림 생태구의 토착종이다.